# Rōjū
Rōjū (老中), geralmente traduzido como "Ancião", era um dos mais altos cargos do governo durante o xogunato Tokugawa do Japão. O termo referia quer aos anciãos individuais quer a todo o conselho. Durante os primeiros dois xoguns apenas houve dois Rōjū, embora o número aumentasse a cinco e posteriormente fossem reduzidos a quatro.

## Obrigações
Os anciãos tinham várias responsabilidades, as quais foram maiormente delimitadas em 1634:
1. Manter relação com o imperador do Japão, a Corte e os príncipes-monges.
2. Supervisar os daimyō que controlavam feudos de mais de 10.000 koku.
3. A gestão das formas adotadas pelos documentos oficiais nas comunicações oficiais.
4. Supervisão dos assuntos internos dos domínios do xogum.
5. Cunhagem de moedas, obras públicas.
6. Relações governamentais e supervisão de mosteiros e templos.
7. Compilação de mapas, gráficos e outros registros governamentais.

Os Rōjū não faziam o serviço simultâneo, mas rotavam nos seus deveres servindo um por mês, comunicando-se com o xogum através de um fidalgo chamado Soba-yōnin. Os Rōjū também serviam como membros do conselho Hyōjōsho com os Ō-Metsuke e representantes de vários Bugyō. Como parte do Hyōjōsho, os Rōjū ocasionalmente tinham um rol similar ao da Suprema Corte, dando resolução nas disputas de sucessão e outros assuntos do Estado.
Sob o mandato de Tokugawa Tsunayoshi (1680-1709) os Rōjū perderam quase todo o seu poder tornando-se em pouco mais que mensageiros entre o xogum e outros departamentos.

## Lista de Rōjū

### SobTokugawa Ieyasu
| - Ōkubo Tadachika (大久保忠隣)(1593-1614) - Ōkubo Nagayasu (大久保長安)(1600-1613) - Honda Masanobu (本多正信)(1600-1615) | - Naruse Masanari (成瀬正成)(1600-1616) - Andō Naotsugu (安藤直次)(1600-1616) - Honda Masazumi (本多正純)(1600-1622) | - Naitō Kiyonari (内藤清成)(1601-1606) - Aoyama Tadanari (青山忠成)(1601-1606) |

### SobTokugawa Hidetada
| - Aoyama Narishige (青山成重)(1608-1613) - Sakai Tadatoshi (酒井忠利)(1609-1627) - Sakai Tadayo (酒井忠世)(1610-1634) | - Doi Toshikatsu (土井利勝)(1610-1638) - Andō Shigenobu (安藤重信)(1611-1621) - Naitō Kiyotsugu (内藤清次)(1616-1617) | - Aoyama Tadatoshi (青山忠俊)(1616-1623) - Inoue Masanari (井上正就)(1617-1628) - Nagai Naomasa (永井尚政)(1622-1633) |

### SobTokugawa Iemitsu
| - Abe Masatsugu (阿部正次)(1623-1626) - Inaba Masakatsu (稲葉正勝)(1623-1634) - Naitō Tadashige (内藤忠重)(1623-1633) - Sakai Tadakatsu (酒井忠勝)(1624-1638) | - Morikawa Shigetoshi (森川重俊)(1628-1632) - Aoyama Yukinari (青山幸成)(1628-1633) - Matsudaira Nobutsuna (松平信綱)(1632-1662) - Abe Tadaaki (阿部忠秋)(1633-1666) | - Hotta Masamori (堀田正盛)(1635-1651) - Abe Shigetsugu (阿部重次)(1638-1651) - Matsudaira Norinaga (松平乗寿)(1642-1654) |

### SobTokugawa Ietsuna
| - Sakai Tadakiyo (酒井忠清)(1653-1666) - Inaba Masanori (稲葉正則)(1657-1681) - Kuze Hiroyuki (久世広之)(1663-1679) - Itakura Shigenori (板倉重矩)(1665-1668, 1670-1673) | - Tsuchiya Kazunao (土屋数直)(1665-1679) - Abe Masayoshi (阿部正能)(1673-1676) - Ōkubo Tadatomo (大久保忠朝)(1677-1698) - Hotta Masatoshi (堀田正俊)(1679-1681) | - Doi Toshifusa (土井利房)(1679-1681) - Itakura Shigetane (板倉重種)(1680-1681) |

### SobTokugawa Tsunayoshi
| - Toda Tadamasa (戸田忠昌)(1681-1699) - Abe Masatake (阿部正武)(1681-1704) - Matsudaira Nobuyuki (松平信之)(1685-1686) - Tsuchiya Masanao (土屋政直)(1687-1718) | - Ogasawara Nagashige (小笠原長重)(1697-1705, 1709-1710) - Akimoto Takatomo (秋元喬知)(1699-1707) - Inaba Masamichi (稲葉正往)(1701-1707) - Honda Masanaga (本多正永)(1704-1711) | - Ōkubo Tadamasu (大久保忠増)(1705-1713) - Inoue Masamine (井上正岑)(1705-1722) |

### SobTokugawa IenobueIetsugu
| - Abe Masataka (阿部正喬)(1711-1717) - Kuze Shigeyuki (久世重之)(1713-1720) | - Matsudaira Nobutsune (松平信庸)(1714-1716) - Toda Tadazane (戸田忠真)(1714-1729) |

### SobTokugawa Yoshimune
| - Mizuno Tadayuki (水野忠之)(1717-1730) - Andō Nobutomo (安藤信友)(1722-1732) - Matsudaira Norisato (松平乗邑)(1723-1745) - Matsudaira Tadachika (松平忠周)(1724-1728) - Ōkubo Tsuneharu (大久保常春)(1728) | - Sakai Tadaoto (酒井忠音)(1728-1735) - Matsudaira Nobutoki (松平信祝)(1730-1744) - Matsudaira Terusada (松平輝貞)(1730-1745) - Kuroda Naokuni (黒田直邦)(1732-1735) - Honda Tadanaga (本多忠良)(1734-1746). | - Toki Yoritoshi (土岐頼稔)(1742-1744) - Sakai Tadazumi (酒井忠恭)(1744-1749) - Matsudaira Norikata (松平乗賢)(1745-1746) - Hotta Masasuke (堀田正亮)(1745-1761) |

### SobTokugawa Ieshige
| - Nishio Tadanao (西尾忠尚)(1746-1760) - Honda Masayoshi (本多正珍)(1746-1758) - Matsudaira Takechika (松平武元)(1746-1779) | - Sakai Tadayori (酒井忠寄)(1749-1764) - Matsudaira Terutaka (松平輝高)(1758-1781) - Inoue Masatsune (井上正経)(1760-1763) | - Akimoto Sumitomo (秋元凉朝)(1747-1764, 1765-1767) |

### SobTokugawa Ieharu
| - Matsudaira Yasutoshi (松平康福)(1762-1788) - Abe Masasuke (阿部正右)(1764-1769) - Itakura Katsukiyo (板倉勝清)(1769-1780) | - Tanuma Okitsugu (田沼意次)(1769-1786) - Abe Masachika (阿部正允)(1780) - Kuze Hiroakira (久世広明)(1781-1785) | - Mizuno Tadatomo (水野忠友)(1781-1788, 1796-1802) - Torii Tadaoki (鳥居忠意)(1781-1793) - Makino Sadanaga (牧野貞長)(1784-1790) |

### SobTokugawa Ienari
| - Abe Masatomo (阿部正倫)(1787-1788) - Matsudaira Sadanobu (松平定信)(1787-1793) - Matsudaira Nobuakira (松平信明)(1788-1803, 1806-1817) - Matsudaira Norisada (松平乗完)(1789-1793) - Honda Tadakazu (本多忠籌)(1790-1798) - Toda Ujinori (戸田氏教)(1790-1806) - Ōta Sukeyoshi (太田資愛)(1793-1801) - Andō Nobunari (安藤信成)(1793-1810) - Makino Tadakiyo (牧野忠精)(1801-1816, 1828-1831) | - Doi Toshiatsu (土井利厚)(1802-1822) - Aoyama Tadahiro (青山忠裕)(1804-1835) - Matsudaira Noriyasu (松平乗保)(1810-1826) - Sakai Tadayuki (酒井忠進)(1815-1828) - Mizuno Tadanari (水野忠成)(1817-1834) - Abe Masakiyo (阿部正精)(1817-1823) - Ōkubo Tadazane (大久保忠真)(1818-1837) - Matsudaira Norihiro (松平乗寛)(1822-1839) - Matsudaira Terunobu (松平輝延)(1823-1825) | - Uemura Ienaga (植村家長)(1825-1828) - Matsudaira Yasutō (松平康任)(1826-1835) - Mizuno Tadakuni (水野忠邦)(1828-1843, 1844-1845) - Matsudaira Muneakira (松平宗発)(1831-1840) - Ōta Sukemoto (太田資始)(1834-1841, 1858-1859, 1863) - Wakisaka Yasutada (脇坂安董)(1836-1841) - Matsudaira Nobuyori (松平信順)(1837) - Hotta Masayoshi (堀田正睦)(1837-1843, 1855-1858) |

### SobTokugawa Ieyoshi
| - Doi Toshitsura (土井利位)(1838-1844) - Inoue Masaharu (井上正春)(1840-1843) - Manabe Akikatsu (間部詮勝)(1840-1843, 1858-1859) - Sanada Yukitsura (真田幸貫)(1841-1844) - Hori Chikashige (堀親寚)(1843-1845) | - Toda Tadaharu (戸田忠温)(1843-1851) - Makino Tadamasa (牧野忠雅)(1843-1857) - Abe Masahiro (阿部正弘)(1843-1857) - Aoyama Tadanaga (青山忠良)(1844-1848) - Matsudaira Noriyasu (松平乗全)(1845-1855, 1858-1860) | - Matsudaira Tadakata (松平忠優)(1848-1855, 1857-1858) - Kuze Hirochika (久世広周)(1851-1858, 1860-1862) - Naitō Nobuchika (内藤信親)(1851-1862) |

### SobTokugawa Iesada
- Wakisaka Yasuori (脇坂安宅)(1857-1860, 1862)

### SobTokugawa IemochieYoshinobu
| - Andō Nobumasa (安藤信正)(1860-1862) - Honda Tadamoto (本多忠民)(1860-1862, 1864-1865) - Matsudaira Nobuyoshi (松平信義)(1860-1863) - Ogasawara Nagamichi (小笠原長行)(1862-1863, 1865, 1866-1868) - Itakura Katsukiyo (板倉勝静)(1862-1864, 1865-1868) - Inoue Masanao (井上正直)(1862-1864) - Mizuno Tadakiyo (水野忠精)(1862-1866) - Sakai Tadashige (酒井忠績)(1863-1864) | - Arima Michizumi (有馬道純)(1863-1864) - Makino Tadayuki (牧野忠恭)(1863-1865) - Matsumae Takahiro (松前崇広)(1864-1865) - Abe Masato (阿部正外)(1864-1865) - Suwa Tadamasa (諏訪忠誠)(1864-1865) - Inaba Masakuni (稲葉正邦)(1864-1865, 1866-1868) - Matsudaira Munehide (松平宗秀)(1864-1866) - Inoue Masanao (井上正直)(1865-1867) | - Matsudaira Yasuhide (松平康英)(1865-1868) - Mizuno Tadanobu (水野忠誠)(1866) - Matsudaira Norikata (松平乗謨)(1866-1868) - Inaba Masami (稲葉正巳)(1866-1868) - Matsudaira Sadaaki (松平定昭)(1867) - Ōkōchi Masatada (大河内正質)(1867-1868) - Sakai Tadatō (酒井忠惇)(1867-1868) - Tachibana Taneyuki (立花種恭)(1868) |